# Zdzisław Szewczyk

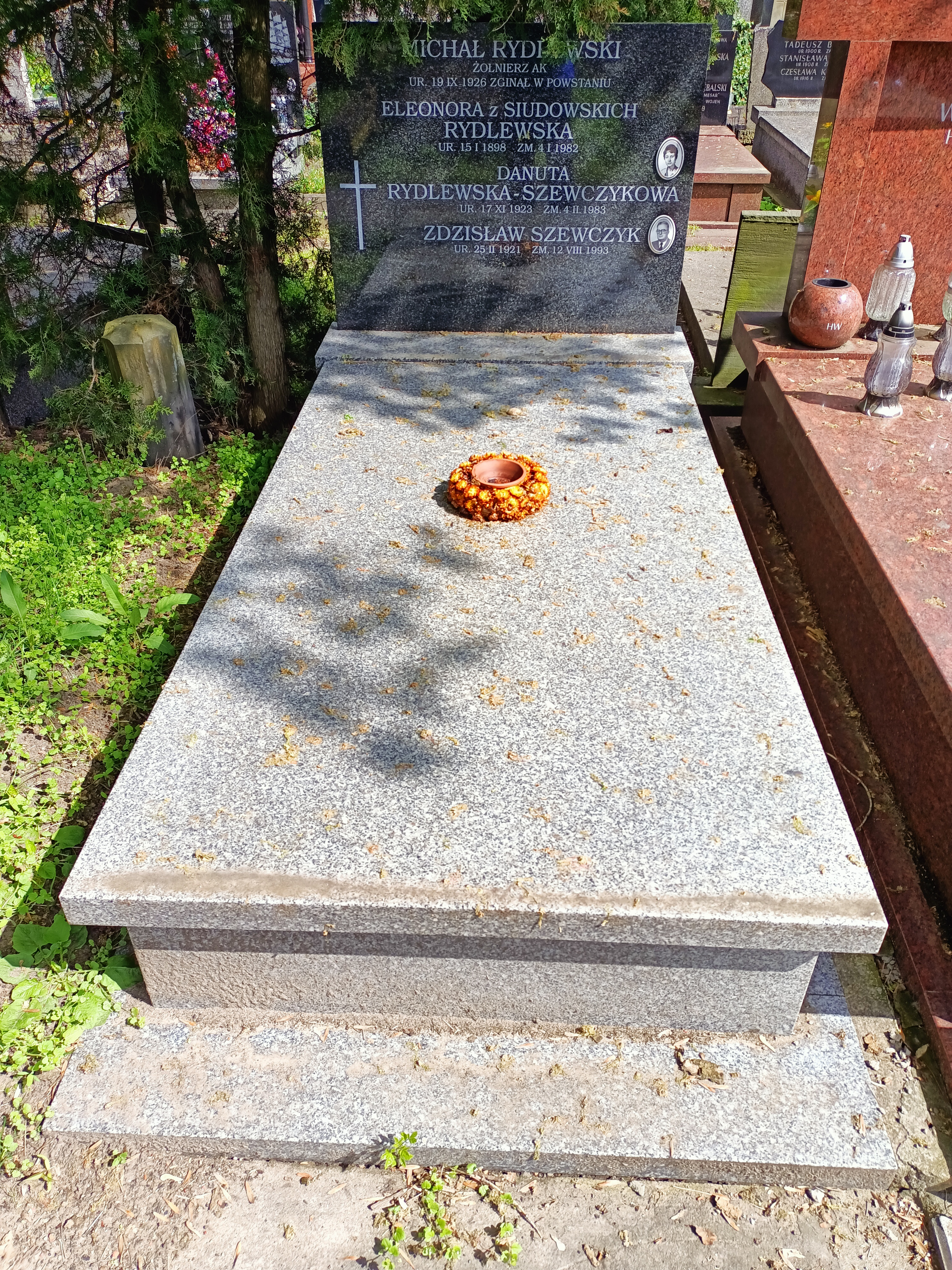
Grób Zdzisława Szewczyka na cmentarzu Powązkowskim

Zdzisław Szewczyk (ur. 25 lutego 1921 w Maziarnie Strzeleckiej, zm. 12 sierpnia 1993 w Warszawie) – polski prawnik, dyplomata, ambasador w Wenezueli (1973–1977) i Meksyku (1982–1985).

## Życiorys
W latach 60. pracował w ambasadzie w Waszyngtonie. Od był 1973 do 1977 był ambasadorem w Wenezueli, akredytowanym także w Ekwadorze, Gujanie, Haiti i Kolumbii. W latach 1982–1985 pełnił funkcję ambasadora w Meksyku, z dodatkową akredytacją w Kostaryce. W Ministerstwie Spraw Zagranicznych pełnił funkcję dyrektora Departamentu III, tzw. amerykańskiego (ok. 1970–1973, ok. 1979–1981).
W 1979 został odznaczony Krzyżem Komandorskim Orderu Odrodzenia Polski.
Pochowany na Cmentarzu Powązkowskim w Warszawie.